# السنة الدولية لثقافة السلام
حددت الأمم المتحدة السنة الدولية لثقافة السلام على أنها عام 2000، وذلك بهدف الاحتفال بثقافة السلام وتشجيعها.

## الأصول
منذ عام 1959، خصصت الأمم المتحدة سنوات محددة للتأكيد على القضايا التي تشكل جزءًا من مهمة المنظمة. أُعلنت السنة الدولية لثقافة السلام في قرار صادر عن الجمعية العامة للأمم المتحدة في عام 1997 على أساس قرار المجلس الاقتصادي والاجتماعي.  دعت الجمعية العامة اليونسكو لإعلان برنامج للعمل واعتمدته بعد عشرة أشهر من المفاوضات الصعبة. 

## فريق العمل
المنظمة الرائدة للسنة الدولية كانت اليونسكو، حيث أن اليونسكو هي منظمة الأمم المتحدة التي تتعامل مع التعليم، وأيضًا في أن الولاية الدستورية لليونسكو تنطوي على تشجيع ثقافة السلام العالمية. في إطار أمانة اليونسكو في باريس، تم إنشاء فريق عمل خاص بالسنة الدولية لثقافة السلام من 1998 إلى 2000، بهدف تنسيق الأنشطة للإعلان عن السنة الدولية. ضم أعضاء فريق العمل: ديفيد آدامز (رئيسًا)،  إنزو فازينو، كاثرين ستوسيل،  دي بريثيرتون، زينب فاروغلو وجان فيسر.

## استراتيجيات ونتائج السنة الدولية
ركزت الاستراتيجيات التي كانت وراء السنة الدولية على إشراك المجتمع المدني قدر الإمكان. تضمنت المبادرات المحددة جمع حوالي 75 مليون توقيع في جميع أنحاء العالم لدعم ثقافة السلام، مع مشروع مانيفستو 2000.  مبادرة أخرى كانت شبكة أخبار ثقافة السلام، وهي خدمة إخبارية على شبكة الإنترنت تقدم الأخبار لدعم ثقافة السلام.
نشرت اليونسكو وصفاً شاملاً للنتائج التي تم الحصول عليها خلال السنة الدولية. 

## تقييم السنة الدولية
تنقسم الآراء حول مدى فعالية السنة الدولية. من الممكن القول إنه كان هناك الكثير من الخطب البلاغية في السنة الدولية، ولكن في كثير من الأحيان لا يمكن تمييز تأثير مثل هذه الأحداث إلا بعد سنوات عديدة. 

## الالتزام المستمر للأمم المتحدة
يستمر عمل دعم وتشجيع ثقافة السلام من خلال العقد الدولي لتعزيز ثقافة السلام واللاعنف لأطفال العالم، وشبكة أخبار ثقافة السلام المستمرة.